# 沢木冬吾
沢木 冬吾（さわき とうご、1970年 -）は、日本の小説家。

## 略歴
岩手県花巻市出身。花巻市立矢沢中学校、花巻東高等学校を経て、日本映画学校（現・日本映画大学）中退。
1999年に『愛こそすべて、と愚か者は言った』で、第三回新潮ミステリー倶楽部賞高見浩特別賞を受賞しデビュー。ペンネームの「沢木冬吾」は好きな漢字を組み合わせたもの。

## 受賞歴
- 1999年 - 第三回新潮ミステリー倶楽部賞高見浩特別賞『愛こそすべて、と愚か者は言った』

## 作品
- 愛こそすべて、と愚か者は言った
  - 1999年1月発売、新潮ミステリー倶楽部、ISBN 978-4106027598
  - 2007年7月発売、角川文庫、ISBN 978-4043832026

- 償いの椅子
  - 2003年4月発売、角川書店、ISBN 978-4048733175
  - 2006年10月発売、角川文庫、ISBN 978-4043832019

- 天国の扉 ノッキング・オン・ヘヴンズ・ドア
  - 2005年12月1日発売、角川書店、ISBN 978-4048736367
  - 2008年10月25日発売、角川文庫、ISBN 978-4043832033

- ライオンの冬
  - 2008年3月発売、角川書店、ISBN 978-4048738392
  - 2011年2月25日発売、角川文庫、ISBN 978-4043832040

- 握りしめた欠片
  - 2009年9月26日発売、角川書店、ISBN 978-4048739863
  - 2012年1月25日発売、角川文庫、ISBN 978-4041001660

- 約束の森
  - 2012年2月29日発売、角川書店、ISBN 978-4041101209
  - 2014年7月25日発売、角川文庫、ISBN 978-4041017784